# Solution 16
O Solution 16 foi o primeiro computador tipo tudo-em-um brasileiro, lançado em 1986 pela Prológica Indústria e Comércio de Microcomputadores Ltda.

## Informações gerais
Baseado na CPU Intel 8088, foi lançado no mercado nacional como o primeiro computador integrado com microprocessador de 16-bit. Inicialmente produzido com a placa-mãe Prológica 25, possui configuração de 4.77 MHz e 254 KB de RAM expansível até 512 KB, e dois drives de disquete de 5¼" com capacidade para até 360 KiB de armazenamento.
A seguir foi lançada a versão com um drive de disquete de 5¼" de 360 KB e um HDD de 20 MB, sendo sucedido pelo Solution 16 com placa-mãe P-28 com modo turbo para 8.33 MHz. Finalmente foi lançado o Solution 16 modelo "286" com CPU Intel 80286, do qual se desconhece algum exemplar ainda disponível na atualidade.
Destacou-se pelo inovador gabinete portátil com teclado basculante que encaixa na frente e uma pequena caixa no lado superior e posterior esquerdo para guardar o cabo de força, com alça para transporte, pelo que o design italiano Luciano Deviá ganhou um prêmio nacional.

## Sistema operacional
O Solution 16 é operado pelo SO16 da Prológica, que significa "Sistema Operacional 16". Esta foi uma cópia traduzida do MS-DOS 2.11, que foi o primeiro a suportar discos rígidos, diretórios e tabelas de caracteres para idiomas internacionais.
A empresa Microsoft entrou com uma ação judicial no Brasil, acusando o fabricante de pirataria, e posteriormente obrigou a empresa a repassar uma porcentagem dos lucros obtidos com o software, o que acabou colocando a empresa em dificuldades financeiras.
Seguindo o padrão IBM/PC, também roda os demais sistemas operacionais compatíveis com MS-DOS. Possui o utilitário ReadCPM que permite a leitura e conversão de arquivos e programas legados do padrão anterior CP/M do CP500 M80 e outros modelos compatíveis com a linha TRS-80.

## Armazenamento de dados
As primeiras versões vieram com apenas dois drives de disquete de 5¼" slim height, de dupla face e dupla densidade, de 360 KB. A seguir foi lançada a versão com um drive de 5¼" e um HDD de 20 MB com tecnologia MFM.
Finalmente, veio a versão do Solution 16 com CPU Intel 80286, que teve curta duração (ou foi apenas vaporware?), sendo sucedido pelo modelo SP16 também 286, com gabinete no estilo padrão do desktop do IBM PC/XT e teclado genérico, do qual atualmente se desconhece algum exemplar.
O Solution 16 ficou célebre como o computador com o design mais bonito já produzido e desenvolvido inteiramente no Brasil, embora tenha sido inspirado em outros modelos de outros países no estilo all-in-one, dentro da tendência na época de tornar os computadores pessoais mais transportáveis.